# شاپرک مرموز
شاپرک مرموز (نام علمی: Hepialus humuli) نام یک گونه از تیره شبح‌بیدان است.